# 世界社会党 (爱尔兰)
世界社会党（英語：World Socialist Party）是爱尔兰的一个已不存在的不可能主义政党。1949年，该党成立，当时取名为爱尔兰社会党。10年后，该党改名为“世界社会党”。该党的总部设于北爱尔兰贝尔法斯特。该党是大不列颠社会党领导的世界社会主义运动的成员。1990年代，该党解散。